# Tetramorium plesiarum

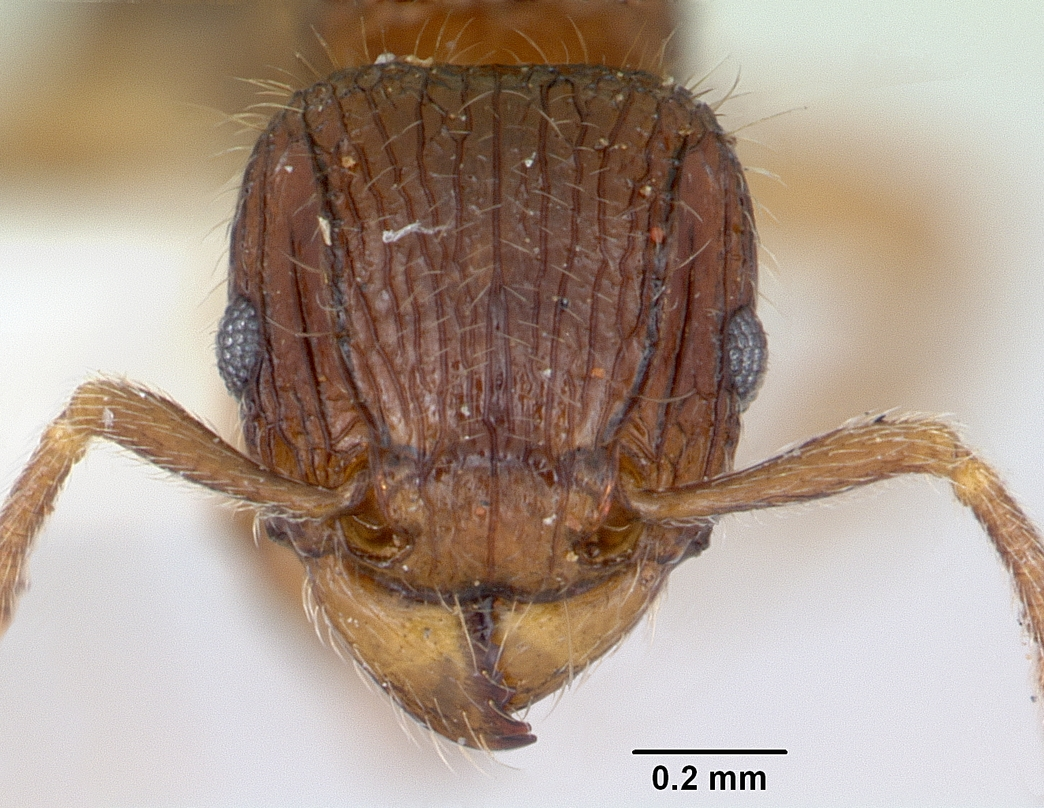

Tetramorium plesiarum (лат.) — вид мелких муравьёв рода Tetramorium из подсемейства Myrmicinae. Мадагаскар.

## Описание
Мелкие мирмициновые муравьи (длина около 3 мм), коричневого цвета. От близких видов отличается более мелкими размерами тела, высоким узелком петиоля.
Усики с булавой из 3 сегментов, скапус короткий. Стебелёк между грудкой и брюшком состоит из двух члеников: петиолюса и постпетиолюса (последний четко отделен от брюшка), жало развито. Головной индекс рабочих (CI, соотношение ширины головы к длине × 100): 97—102. Длина головы рабочих 0,66—0,75 мм, длина скапуса 0,45—0,49 мм, ширина головы 0,67—0,76 мм. Индекс скапуса рабочих (SI, соотношение длины скапуса к ширине головы × 100): 64—69. Петиолюс, постпетиолюс и брюшко гладкие и блестящие.
Вид T. plesiarum был впервые описан в 1979 году английским мирмекологом Барри Болтоном (British Museum Natural History, Лондон), а его валидный статус подтверждён в 2014 году американскими мирмекологами Франциско Хита-Гарсиа (Francisco Hita Garcia) и Брайаном Фишером (Brian L. Fisher; Entomology, California Academy of Sciences, Сан-Франциско, Калифорния, США) вместе с таксоном T. naganum, T. cognatum и T. proximum. Таксон Tetramorium plesiarum включён в состав видовой группы T. plesiarum species group рода Tetramorium (вместе с T. bressleri, T. hobbit, T. gollum и T. mars). Сходен с видами T. bressleri, T. hobbit, T. gollum и T. mars.